# Michael O’Keefe
Michael O’Keefe (* 24. April 1955 in Mount Vernon, New York als Raymond Peter O’Keefe, Jr.) ist ein US-amerikanischer Schauspieler.

## Leben
O’Keefe ist das älteste von sieben Kindern einer streng katholischen Familie der Irisch-Amerikaner. Sein Vater war Juraprofessor an der Fordham University. Michael O’Keefe studierte an der American Academy of Dramatic Arts in New York City und an der New York University. Er debütierte im Jahr 1970 in einer Fernsehwerbung für Colgate. Ab 1974 folgten Auftritte in Fernsehserien und -filmen, etwa in M*A*S*H oder Die Waltons.
Sein Kinodebüt machte O’Keefe in dem Filmdrama Der große Santini (1979) an der Seite von Robert Duvall. In einer größeren Rolle spielte er den ältesten Sohn von Duvalls Figur eines Luftwaffenpiloten. Für diese Leistung wurde er im Jahr 1981 für einen Oscar und für einen Golden Globe Award in den Nebendarsteller-Kategorien nominiert. In der insbesondere in den USA als Kultfilm geltenden Golferkomödie Wahnsinn ohne Handicap trat O’Keefe 1980 neben Chevy Chase auf. Hierin verkörperte er einen jungen Caddie aus armen Verhältnissen, der sich ein Stipendium sichern möchte. Im Laufe der 1980er-Jahre trat er in weiteren Kinofilmen in Hauptrollen sowie größeren Nebenrollen auf. In dem Drama Wolfsmilch (1987) spielte er neben Jack Nicholson und Meryl Streep eine größere Rolle. In dem Filmdrama Out of the Rain übernahm er 1991 die Hauptrolle.
Später verlegte O’Keefe sich verstärkt auf Rollen in amerikanischen Fernsehproduktionen. Für seinen Auftritt im Jahr 1985 in der Fernsehserie Der Hitchhiker wurde er 1987 für den CableACE Award nominiert. In der kurzlebigen Serie Ein Fall für Mac verkörperte er von 1990 bis 1991 die Hauptrolle eines jungen Anwalts. Eine seiner bekanntesten Serienrollen hatte er von 1993 bis 1995 in der erfolgreichen Sitcom Roseanne, hierin verkörperte er als Fred den zeitweiligen Ehemann von Laurie Metcalfs Figur Jackie Harris. Im 21. Jahrhundert übernahm O’Keefe einzelne Gastauftritte in bekannten Serien. Wiederkehrende Nebenrollen hatte er unter anderem in den Serien Homeland, Masters of Sex und Sneaky Pete.
Als Bühnenschauspieler wirkte er zwischen 1980 und 2004 an fünf Broadway-Produktionen mit.
Im Jahr 1991 heiratete O’Keefe die Rockmusikerin und Komponistin Bonnie Raitt. Die Ehe wurde im Jahr 2000 geschieden. Seit 2011 ist er mit seiner Schauspielkollegin Emily Donahoe verheiratet, das Paar hat ein Kind.

## Filmografie (Auswahl)
- 1974/1977: M*A*S*H (Fernsehserie, 2 Folgen)
- 1975: Friendly Persuasion (Fernsehfilm)
- 1975/1977: Die Waltons (The Waltons, Fernsehserie, 2 Folgen)
- 1976: Die Entführung des Lindbergh-Babys (The Lindbergh Kidnapping Case, Fernsehfilm)
- 1978: The Dark Secret of Harvest Home (Miniserie)
- 1978: U-Boot in Not (Gray Lady Down)
- 1979: Der große Santini (The Great Santini)
- 1980: Wahnsinn ohne Handicap (Caddyshack)
- 1980: Stoßtrupp durch die grüne Hölle (A Rumor of War, Miniserie)
- 1982: Das Idol (Split Image)
- 1983: Insel der Piraten (Nate and Hayes)
- 1984: Der Chaos-Express (Finders Keepers)
- 1985: Die Frau des Profis (The Slugger’s Wife)
- 1986: Die Whoopee Boys (The Whoopee Boys)
- 1987: Wolfsmilch (Ironweed)
- 1988: Inferno auf Rampe 7 (Disaster at Silo 7, Fernsehfilm)
- 1989: Brücke zum Schweigen (Bridge to Silence, Fernsehfilm)
- 1990: Zum Sterben viel zu jung (Too Young to Die?, Fernsehfilm)
- 1990–1991: Ein Fall für Mac (Against the Law, Fernsehserie, 17 Folgen)
- 1991: Zum Schweigen verdammt (Out of the Rain)
- 1992: Ich & Veronica (Me and Veronica)
- 1992: Männer in den besten Jahren (Middle Ages, Fernsehserie, 3 Folgen)
- 1993–1995: Roseanne (Fernsehserie, 35 Folgen)
- 1994: Nina’s Lover (Nina Takes a Lover)
- 1994: Kangaroo Court (Kurzfilm)
- 1996: Das Attentat (Ghosts of Mississippi)
- 1996: Kindesraub – Die Entführer wohnen nebenan (The People Next Door, Fernsehfilm)
- 1996–1997: Life's Work (Fernsehserie, 18 Folgen)
- 1999: Swing Vote – Die entscheidende Stimme (Swing Vote, Fernsehfilm)
- 2000: Just One Night – Hochzeit mit Hindernissen (Just One Night)
- 2001: Das Versprechen (The Pledge)
- 2001: The Glass House
- 2001/2007: Criminal Intent – Verbrechen im Visier (Law & Order: Criminal Intent, Fernsehserie, 2 Folgen)
- 2001: Charlie und das Rentier (Prancer Returns)
- 2002: Hot Chick – Verrückte Hühner (The Hot Chick)
- 2002–2016: Law & Order: Special Victims Unit (Fernsehserie, 4 Folgen)
- 2003: The Inner Circle
- 2006: The Closer (Fernsehserie, Folge 2x13)
- 2006: Dr. House (House, M.D., Fernsehserie, Folge 2x10)
- 2006: Vanished (Fernsehserie, 3 Folgen)
- 2007: An American Crime
- 2007: Michael Clayton
- 2007: Cherry Crush
- 2007: Criminal Minds (Fernsehserie, Folge 3x03)
- 2008: Frozen River
- 2008–2009: Brothers & Sisters (Fernsehserie, 3 Folgen)
- 2009: Ghost Whisperer – Stimmen aus dem Jenseits (Ghost Whisperer, Fernsehserie, 2 Folgen)
- 2011: Die Atlas Trilogie – Wer ist John Galt? (Atlas Shrugged: Part I)
- 2011: Apartment 143 – Residenz des Bösen (Emergo)
- 2011: Too Big to Fail – Die große Krise (Too Big to Fail, Fernsehfilm)
- 2013: King & Maxwell (Fernsehserie, 10 Folgen)
- 2013: Finding Neighbors
- 2014: Homeland (Fernsehserie, 8 Folgen)
- 2015: Eye in the Sky
- 2015–2016: Sleepy Hollow (Fernsehserie, 3 Folgen)
- 2015–2016: Masters of Sex (Fernsehserie, 6 Folgen)
- 2016: Falling Water (Fernsehserie, Folge 1x01)
- 2017: Sneaky Pete (Fernsehserie, 8 Folgen)
- 2017: MacGyver (Fernsehserie, eine Folge)
- 2018: Plötzlich Familie (Instant Family)
- 2019: The Enemy Within (Fernsehserie, 2 Folgen)
- 2019–2021: City on a Hill (Fernsehserie, 6 Folgen)
- 2020: Manhunt (Fernsehserie, 2 Folgen)
- 2021: Things Heard & Seen
- 2023: Billions (Fernsehserie, eine Folge)